# Domra

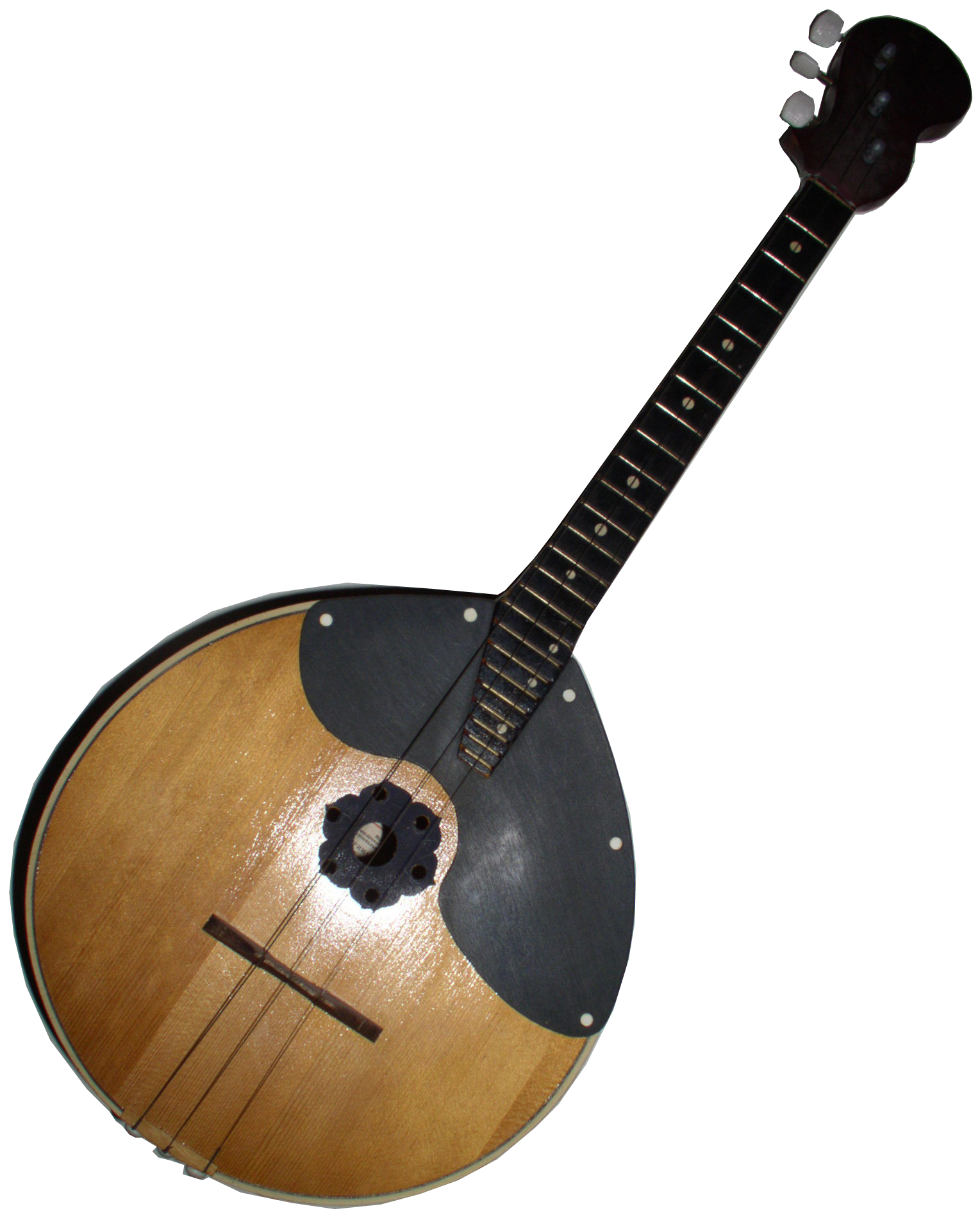
Domra

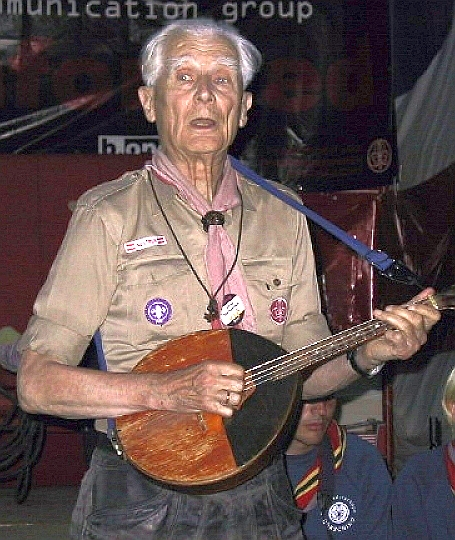
Viersaitige Domra gespielt von Alexej Stachowitsch

Die Domra (russisch домра) ist eine in der russischen Musik gespielte Schalenhalslaute. Es gibt Zupfinstrumente mit vier Saiten, deren Stimmung und Mensur der europäischen Laute oder der Mandoline ähnlich sind. Die Domra des 17. Jahrhunderts gilt als mögliche Vorgängerin der Balalaika.

## Herkunft
Das am russischen Hof einst sehr beliebte Musikinstrument entstand aus der im 13. Jahrhundert durch die Tataren eingeführte Dombra. Das Instrument war zeitweilig in Russland verboten. Wassili Wassiljewitsch Andrejew (russisch Василий Васильевич Андреев) rekonstruierte die Domra um 1896 auf der Basis von alten Zeichnungen und Instrumentenfragmenten. Vom ursprünglichen Instrument ist keine exakte Beschreibung überliefert. Die viersaitige Domra wurde ab 1905 durch die Instrumentenbauer G. Ljubimow und F. Burow bekannt. Die viersaitige Domra wurde bei deutschen Liedermachern, Pfadfindern und bündischer Jugend durch Alexej Stachowitsch bekannt, der dieses Instrument bei zahlreichen Veranstaltungen (Singwettstreite und Ähnliches; meist im Ensemble mit Balalaikas und russischem Liedgut) zum Einsatz brachte.

## Spielweise
Neben Balalaika und Bajan ist die Domra ein wichtiges Instrument in Orchestern für russische Volksinstrumente; ein Hochschulstudium ist in Russland möglich. Die Domra findet über klassische wie (russisch) volkstümliche Spielweise hinaus Anwendung bei süd- und nordamerikanischen Stilrichtungen. Die Bandbreite der musikalischen Stilrichtungen (Klassik, Volksmusik, Blues, Jazz, Flamenco, Tango etc.) ist breit und erklärt sich aus der Verwandtschaft der viersaitigen Domra mit etlichen Instrumenten europäischen Ursprungs und der sich daraus ergebenden Möglichkeit, Kompositionen dieser Instrumente auf der Domra zu interpretieren (siehe Medien). Die Domra wurde auch in Opern eingesetzt, so zum Beispiel in Die Legende von der unsichtbaren Stadt Kitesch von Nikolai Rimski-Korsakow. Neben dem Tremolospiel mit dem Plektrum können (je nach Beherrschung des Instrumentes) andere Spielweisen wie Flatpicking, Staccato, Pizzicato, Glissando, Flageoletto und natürlich das Akkord-Spiel angewandt werden.

## Bauform und Tabulaturen
Ähnlich wie die Balalaika wird die Domra in verschiedenen Größen von der Piccolodomra bis zur (Kontra-)Bassdomra gebaut. Am gebräuchlichsten ist aber die Soprandomra. Neben der dreisaitigen Domra, die in Quarten gestimmt ist, gibt es die viersaitige Variante, die in Quinten gestimmt wird. Beide werden mit einem Plektrum angeschlagen, die viersaitige Variante erlaubt die Adaption der Violin- und Mandolinenliteratur.
Tabulaturen der dreisaitigen Domren nach Andrejew (vergleiche Stimmlagen und Tonumfang der Balalaika)
- Piccolodomra Grundstimmung der Saiten: h1 e2 a2 Tabulatur[3]
- Primdomra Grundstimmung der Saiten: e1 a1 d2 Tabulatur[4]
- Soprandomra Grundstimmung der Saiten: h e1 a1 Tabulatur[5]
- Altdomra Grundstimmung der Saiten: e a d1 Tabulatur[6]
- Tenordomra Grundstimmung der Saiten: H e a Tabulatur[7]
- Bassdomra Grundstimmung der Saiten: E A d Tabulatur[8]
- Kontrabassdomra (minor) Grundstimmung der Saiten: 1E 1A D Tabulatur[9]
- Kontrabassdomra (major) Grundstimmung der Saiten: 1A D G Tabulatur[10]
- Stimmung der viersaitigen Domra nach Ljubimow:  g d1 a1 e2 (vergleiche Mandoline, Laute, Geige, Banjo)

Die Größenstufen der viersaitigen Domren sind analog zu denen der dreisaitigen Instrumente.

## Domristen und Ausbilder
Die Domristin (Domraspielerin) Tamara Wolskaja (russisch Тамара Вольская) ist gleichzeitig Professorin am Ural-Konservatorium in Jekaterinburg. Die meisten klassischen Domristen haben während ihrer Ausbildung Kontakt zu Tamara Wolskaja gehabt. Weitere in Deutschland bekannte Domristen:
- Tatjana Ossipowa wurde unter anderem von Tamara Wolskaja an der Domra ausgebildet. Sie gibt Konzerte und unterrichtet an der Musikschule Sulzbach-/Fischbachtal.[11][12]
- Michail Sawtschenko und Aljona Sawtschenko geben international Konzerte und setzen sich für die Popularität der Domra ein.[13]
- Natalia Alencova ist als Domristin und Ausbilderin für Domra tätig.[14]
- Natalja Antschutina gilt als begabte Nachwuchsdomristin in Deutschland.[15]
- Weiterhin sind Wiktor Kalinski und Wictor Solomin in Russland bekannt.

## Medien
Medienauswahl als Überblick nach Bauweisen der Instrumente und musikalischen Stilrichtungen:
- “Tamara Volskaia domra Saint-Saens Rondo Capricioso” von Tamara Wolskaja gespielt auf der viersaitigen Domra (schwarz-weiß, YouTube-Video)
- “Tamara Volskaia domra Tchaikovsky Danse russe” von Tamara Wolskaja gespielt auf der viersaitigen Domra (schwarz-weiß, YouTube-Video)
- “Campanula, Russian romance - String Quartet SKAZ” Quartet mit zwei Domren (YouTube-Video)
- “Arie - J.S. Bach” von Natalia Anchutina gespielt auf der dreisaitigen Domra (YouTube-Video)
- “Domras/Домры (Mozart, Turkish march)” Duett mit Domren (YouTube-Video)
- “Flight of the Bumblebee, I. Orlova, V.Khavrun, A.Klyushnik” gespielt mit Piccolodomra und Bassdomra (YouTube-Video)
- “Vivaldi Four Seasons” gespielt von Nickolay Ratov auf der viersaitigen Domra (YouTube-Video)
- “Tin Roof Blues (domra & guitar)” Duett, Domra und Gitarre (YouTube-Video)
- “Libertango (Astor Piazzolla)” Trio, Domra und zwei Gitarren (YouTube-Video)
- “Besame Mucho (performed by Troika)” Trio, Domra, Gitarre, Kontrabass (YouTube-Video)
- “Isaac Albeniz - Victor Solomin Asturias (Leyenda)” Solo Domra (YouTube-Video)
- Hörbeispiele aus der Domradiskografie von Tamara Wolskaja (MP3)